# Rio Braço Sul
O rio Braço Sul é um curso de água que nasce na serra do Cachimbo, no estado do Pará, e acaba por ser um subafluente do rio Teles Pires, em certo trechos apresenta quedas d'água, e já próximo a sua foz apresenta uma planície fluvial, juntamente com o rio Peixoto. 
Assim, como seu oposto, o rio Braço Norte, os municípios mais beneficiados são em Guarantã do Norte e Novo Mundo, assim como outras pequenas localidades do interior mato-grossense.

## Potenciais
O rio corta todo o Assentamento Braço Sul, onde é utilizado para irrigação de pequenas propriedades, e além de possuir vários balneários e outras areas de lazer, como o Clube de Campo Cachoerinha, situado a 16 quilômetros de Guarantã do Norte.

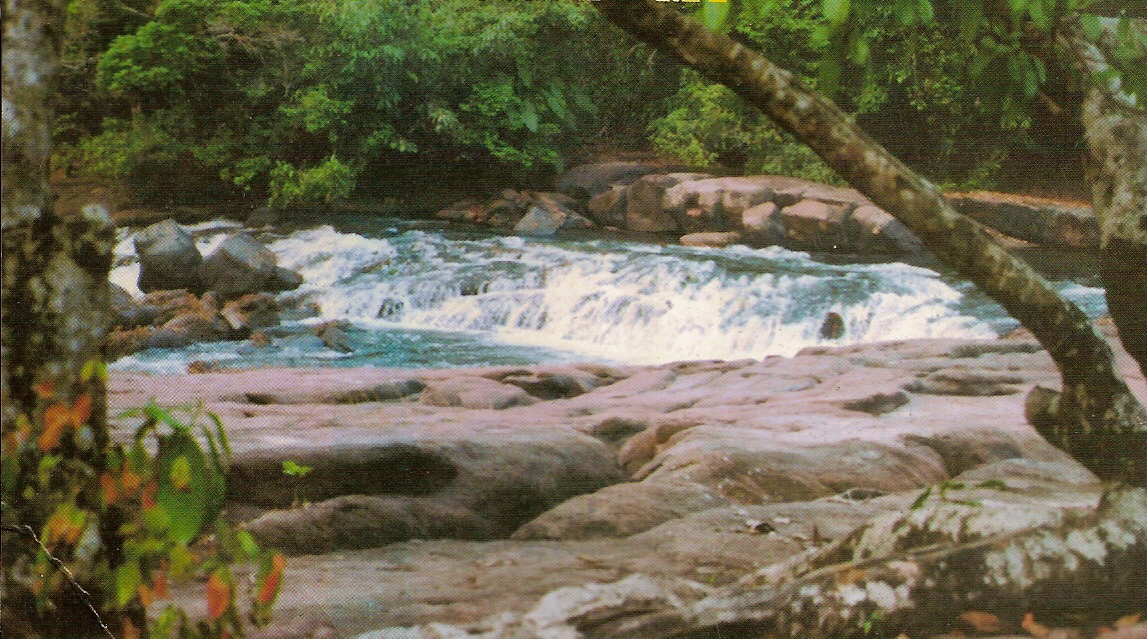
Rio Braço Sul no Clube de Campo Cachoerinha, Guarantã do Norte